# Walsbergse Bossen
De Walsbergse Bossen is een bosgebied van 70 ha ten noordoosten van Walsberg. Het is eigendom van de gemeente Deurne.
Het is een met grove den beplant heide- en stuifzandgebied. Een enkel stuifzandrestant is nog aanwezig.
In het bos komen goudhaantjes voor.